# Jan Dernestam
Jan Ingvar Dernestam, tidigare Johansson, född 19 juni 1969 i Kristinehamn i Värmlands län, är en svensk advokat och verkställande direktör för den affärsjuridiska byrån Mannheimer Swartling.
Dernestam studerade juristprogrammet vid Lunds universitet och avlade juristexamen 1995. Under 1994 studerade han en utbytestermin vid University of London. Efter examen arbetade han i ett år som biträdande jurist på advokatbyrån Lagerlöf & Leman. Åren 1996–1997 var han tingsnotarie. Han var biträdande jurist hos Mannheimer Swartling 1997–1999 och därefter biträdande jurist hos Denton Wilde Sapte i London 1999–2000. Åren 2000–2001 arbetade han för Saab AB, innan han 2001 återvände till Mannheimer Swartling. Han blev delägare hos Mannheimer Swartling 2004 och verkställande direktör 2011.
Han är ledamot av Sveriges Advokatsamfund sedan 2001.